# Hermann August Malm
Hermann August Malm (* 27. September 1810 in Hamburg; † 22. Februar 1868 ebenda) war ein deutscher Jurist.

## Leben
Malm, dessen Vater früh starb, wurde vom Hamburger Notar und späterem Senator August Christian Theodor Meier erzogen. Nach dem Besuch des Gymnasiums Johanneum studierte er Rechtswissenschaften in Heidelberg, Berlin und Göttingen und wurde 1834 in Göttingen zum Dr. jur. promoviert. Am 8. August 1834 wurde er in Hamburg als Advokat immatrikuliert und blieb es bis zu seinem Tod. Er war von 1861 bis 1864 Mitglied des Ämtergerichts.
Malm gehörte von 1861 bis 1868 der Hamburgischen Bürgerschaft als Abgeordneter an.